# Степановская (Коми)
Степановская (коми Степановскӧй) — деревня в Усть-Цилемском районе Республики Коми России. Входит в состав сельского поселения Замежная.

## История
В «Списке населенных мест Российской империи», изданном в 1861 году, населённый пункт упомянут как деревня Степановская (Степановых) Мезенского уезда (2-го стана), при реке Пижме, расположенный в 749 верстах от уездного города Мезень. В деревне насчитывалось 13 дворов и проживало 29 человек (18 мужчин и 11 женщин).
По состоянию на 1920 год, в деревне имелось 29 дворов и проживало 129 человек (59 мужчин и 70 женщин). В административном отношении деревня входила в состав Замежного общества Пижемой волости Печорского уезда.

## География
Деревня находится в северо-западной части Республики Коми, на левом берегу реки Пижмы, на расстоянии примерно 52 километров (по прямой) к юго-юго-западу (SSW) от села Усть-Цильма, административного центра района. Абсолютная высота — 80 метров над уровнем моря.
Часовой пояс
Степановская, как и вся Республика Коми, находится в часовой зоне МСК (московское время). Смещение применяемого времени относительно UTC составляет +3:00.

## Население
| 2010 |
| ---- |
| 307  |

Гендерный состав
По данным Всероссийской переписи населения 2010 года в гендерной структуре населения мужчины составляли 53,7 %, женщины — соответственно 46,3 %.
Национальный состав
Согласно результатам переписи 2002 года, в национальной структуре населения русские составляли 95 % из 344 чел.

## Улицы
Уличная сеть деревни состоит из восьми улиц и трёх переулков.